# Stanisławów (województwo dolnośląskie)
Stanisławów (przed 1726 Wilhelmsdorf, od ok. 1765–1945 Willmannsdorf, 1945–1947 Wilcza Wieś) – wieś w Polsce położona w województwie dolnośląskim, w powiecie jaworskim, w gminie Męcinka.

## Podział administracyjny
W latach 1975–1998 miejscowość położona była w województwie legnickim.

## Geografia
Stanisławów położony jest w północnej części Pogórza Złotoryjskiego, wchodzącego w skład Pogórza Kaczawskiego.
Zabudowania miejscowości ciągną się na przestrzeni 1,2 km wzdłuż lokalnej szosy z Sichowa do Pomocnego, począwszy od krętej doliny potoku Gajka u północno-zachodniego podnóża Chełmka (443 m n.p.m.) i południowo-wschodniego Łaskotki (406 m n.p.m.), poprzez głęboką dolinę pomiędzy Łaskotką na północy i Kościelną na południu, skończywszy wysoko na odsłoniętym wschodnim zboczu Rosochy (465 m n.p.m.).
Badacze nie są zgodni co do układu przestrzennego wsi. Według dra inż. arch. Marka Staffy (autor Słownika geografii turystycznej Sudetów) „Stanisławów ma nieokreślony układ przestrzenny, zbliżony do wsi rozproszonej”. Zdaniem Wiesławy Staniszewskiej (w pracy Zabytki kultury i sztuki Parku Krajobrazowego Chełmy) „Stanisławów posiada układ wielodrożny, wykształcony w wyniku lokowania zagród kmiecych na zboczach doliny, a zagród komorniczych w nieregularnym nawisu położonym pośrodku doliny.”.

## Geologia
Rejon Stanisławowa zbudowany jest ze staropaleozoicznych zieleńców i fyllitów, należących do metamorfiku kaczawskiego. W okolicy jest też kilka niewielkich wystąpień trzeciorzędowych bazaltów, m.in. w zakolu szosy Sichów – Pomocne.

## Górnictwo
Bogate okruszcowanie miejscowych skał umożliwiło na przestrzeni wieków działalność górniczą.
W pobliżu wsi istniały w różnym okresie kopalnie: żelaza, manganu, grafitu i barytu. Na lokalną skalę wydobywano również kamienie: zieleńce, bazalty i wapienie.

## Historia
Ziemie, na których leży dzisiejszy Stanisławów, w latach 1212-1232 zostały darowane przez księcia Henryka Brodatego zakonowi cystersów lubiąskich. Nie wiadomo, czy wieś wówczas istniała, czy została założona później przez zakonników. Pierwsza znana nam wzmianka o ówczesnej Wilhelmsdorf pochodzi z dokumentu z 1381 r., potwierdzającego wykup od cystersów pieca i kamieniołomu wapna we wschodniej części wsi przez Hansa von Zedlitza, który założył wokół wapiennika dziedziczne wolne sołectwo.
Po sekularyzacji dóbr klasztornych w 1810 r., Stanisławów, wyjąwszy wolne sołectwo, stał się wsią czynszową. Od końca XVIII w. istniał we wsi młyn wodny, w 1840 r. istniały również trzy gospody. Od połowy XIX wieku rozwinęło się stanisławowskie górnictwo. W 1858 r. powstało gwarectwo, wydobywającę z dwóch sztolni (Gustav i Carnall) żelazo w ilości blisko 3100 ton rocznie, zatrudniające około 100 osób. Wydobycie rudy żelaza przerwano z powodu nieopłacalności w 1908 r. Przy drodze do Leszczyny w latach 1867-1870 założono kopalnie miedzi.
Wiadomo, że w 1890 r. na szczycie góry Rosocha stało murowane schronisko turystyczne z restauracją i tarasem widokowym.
Na froncie I wojny światowej zginęło kilkunastu żołnierzy-rekrutów pochodzących ze Stanisławowa. Współcześni im mieszkańcy wsi wznieśli w centrum miejscowości otoczony lipami pomnik. W okresie międzywojennym do Stanisławowa doprowadzono prąd elektryczny. Funkcjonowała szkoła ludowa.
W 1937 r. gliwicki koncern utworzył w Stanisławowie przedsiębiorstwo Eisenbergwerk Willmannsdorf. Firma pogłębiła stare sztolnie żelaza i wznowiła wydobycie, dając pracę 50 osobom.

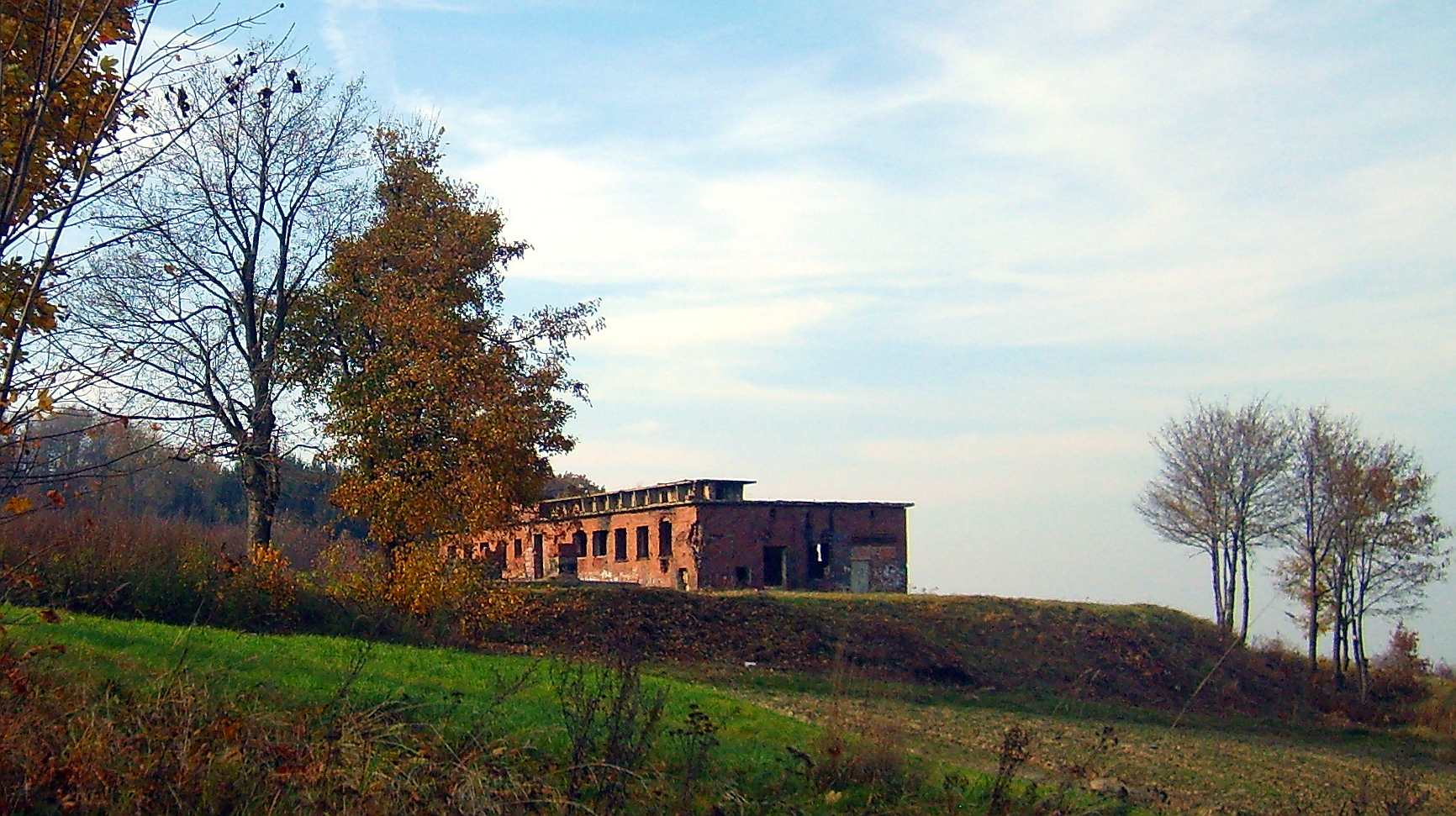
Ruiny radiostacji na górze Rosocha

Po dojściu Hitlera do władzy, podczas II wojny światowej, na położonym 10 m poniżej szczytu Rosochy spłaszczeniu grzbietu zbudowano wojskową radiostację wraz z obiektami towarzyszącymi. Od lutego nawet do końca czerwca 1945 r. miały trwać zacięte walki oddziału Waffen-SS broniącego budowli, z Armią Czerwoną.
Na bezimiennym wzgórzu o wysokości 442 m n.p.m., położonym około 1 km na południe w kierunku Pomocnego, polscy geologowie odkryli w 1954 r. żyłę barytu. Trzy lata później uruchomiono kopalnię głębinową – Zakłady Górnicze „Stanisławów”, będące filią dotąd jedynej polskiej kopalni barytu w Boguszowie-Gorcach. Rocznie zakłady wydobywało od 25 do 50 tys. t kruszcu.
Nieopodal ruin byłego niemieckiego schroniska, zburzonego po wojnie, jaworski oddział Polskiego Towarzystwa Turystyczno-Krajoznawczego wybudował w 1986 r. schron-chatkę turystyczną Marianówka.
W 1988 r. wyłącznie z pracy w rolnictwie utrzymywało się 27% ludności w wieku produkcyjnym. Istniało 19 gospodarstw, o 11 mniej niż w 1978 r.
Straty, jakie po 1994 r. zaczęło przynosić krajowe wydobycie barytu, sprawiły, że działalność eksploatacyjną w kopalni „Stanisławów” przerwano 20 stycznia 1997 r. Upadłość zakładu macierzystego po zniszczeniu przez katastrofalne opady deszczu w lipcu 1997 r. przesądziła o zamknięciu zakładu górniczego. Próba sprzedaży kopalni, utrudniona ograniczeniami dla ewentualnego nabywcy ze strony zarządu powstałego w 1992 r. Parku Krajobrazowego Chełmy zakończyła się niepowodzeniem.
Teren byłej kopalni w 1998 r. został przekształcony w bazę lotniczą „Baryt”. W 2000 r. w bazie ulokowana została Jednostka Ratowniczo-Poszukiwawcza, działająca w strukturach Krajowego Systemu Ratowniczo-Gaśniczego. W oparciu o bazę, wyposażoną w lądowisko Złotoryja-Baryt, strzelnicę, tor przeszkód i częściowo zalaną sztolnię, zainicjowano szkolenia kandydatów do służby w wojskach powietrznodesantowych i jednostkach ratowniczych, a także szkolenia dokształcające dla ratowników.

## Współczesność

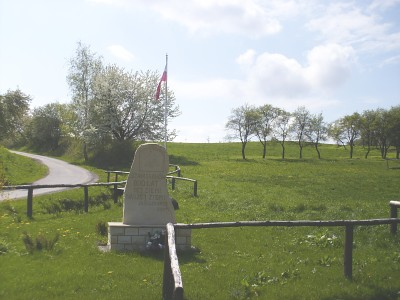
Obelisk upamiętniający 800-lecie istnienia wsi, odsłonięty w sierpniu 2007 r.

Od czerwca 1992 Stanisławów znalazł się w granicach Parku Krajobrazowego Chełmy. Miejscowość jest najwyżej położoną wsią na terenie Parku.
Przez wieś nie przebiegają linie transportu zbiorowego. Autobusy szkolne dowożą młodzież ze Stanisławowa do Zespołu Szkół w Męcince.
W miejscowości nigdy nie było kościoła. Stanisławów dziś, podobnie jak przez wieki, podlega parafii w Pomocnem.
Mieszkańcy angażują się w działalność społeczną – funkcjonuje Stowarzyszenie Miłośników Wsi Stanisławów „Barytowe Wzgórza”. Rokrocznie na przełomie lipca i sierpnia odbywa się festyn-święto wsi. W sierpniu 2007 r. mieszkańcy odsłonili obelisk upamiętniający 800-lecie istnienia miejscowości.
Wobec wzrostu zapotrzebowania na mączki barytowe dla wiertnictwa, geolodzy nie wykluczają wznowienia krajowego wydobycia barytu. Pod uwagę jest brane głównie złoże pozostałe w Stanisławowie, którego zasoby szacuje się na około 5 mln t.

## Turystyka
W Stanisławowie krzyżują się szlaki turystyczne:
- Szlak Krawędziowy (znany również jako Szlak Brzeźny) ze Złotoryi do Bolkowa,
- Szlak Kopaczy z Leszczyny do Drogi Kalwaryjskiej pod Górzcem,
- Rowerowy Szlak Wygasłych Wulkanów z Legnickiego Pola do Jerzmanic-Zdroju,
- Euroregionalny Szlak Rowerowy ER-4, odcinek z Jawora do Złotoryi[6].